# انتی آرنیو-ویهوری
آنتی آرنیو-ویهوری (انگلیسی: Antti Aarnio-Wihuri; ۲۴ فوریهٔ ۱۹۴۰) کارآفرین و سرمایه‌دار اهل فنلاند بود.